# Gérard Adanhoumé
Gérard Adanhoumé est un footballeur béninois né le 26 novembre 1986 à Cotonou. Il évolue au poste de milieu terrain avec le Soleil Football Club.

## Carrière
- 2006-201. : Soleil Football Club ( Bénin)